# László Lovász
László Lovász (* 9. března 1948 Budapešť, Maďarsko) je maďarský matematik, který je známý svou prací v oblastech kombinatoriky a teorie grafů, kde je po něm pojmenováno několik matematických konceptů. Je autorem několika matematických monografií a učebnic, převážně v anglickém jazyce. Je držitelem několika vědeckých ocenění, nejvýznamnějšími jsou pravděpodobně Wolfova cena za matematiku (1999, společně s Eliasem Steinem), Knuthova cena (1999), Gödelova cena (2001, jeden z devíti oceněných) a Abelova cena (2021).